# Kazimierz Kozikowski
Kazimierz Kozikowski (ur. 22 października 1910 we Lwowie, zm. 15 lutego 1987 w Krakowie) – polski leśnik, specjalista w dziedzinie transportu leśnego.
Był synem profesora Aleksandra Kozikowskiego. W 1934 ukończył studia na Wydziale Rolniczo-Lasowym Politechniki Lwowskiej w Dublanach, dwa lata wcześniej równolegle do nauki rozpoczął pracę jako asystent. W latach 1939—1941 pracował we Lwowskim Instytucie Politechnicznym na stanowisku starszego asystenta, a w latach 1944—1945 docenta, pełniąc obowiązki kierownika Katedry Eksploatacji Lasów, natomiast w okresie okupacji niemieckiej w latach 1942—43, skierowany do pracy przez Arbeitsamt, był nadleśniczym w nadleśnictwach Jasionka Masiowa i Podbuż. Po II wojnie światowej pracował jako zastępca dyrektora w poznańskiej Składnicy Zaopatrzenia Technicznego Leśnictwa. W 1954 rozpoczął pracę wykładowcy w Katedrze Użytkowania Lasu Wyższej Szkoły Rolniczej w Poznaniu, w 1964 uzyskał stopień doktora nauk rolniczo-leśnych. Zainicjował powstanie pierwszego w kraju studium podyplomowego w dziedzinie użytkowania lasu i transportu leśnego. W 1964 przeprowadził się do Krakowa, gdzie zawodowo związał się z Katedrą Pozyskiwania i Technologii Drewna w Wyższej Szkole Rolniczej. Przez pewien okres pełnił funkcję dziekana Wydziału Leśnego, równocześnie pełnił funkcję dyrektora Instytutu Użytkowania Lasu i Inżynierii Leśnej.

## Odznaczenia
- Krzyż Kawalerski Orderu Odrodzenia Polski (1983);
- Złoty Krzyż Zasługi (1975);
- Złota Odznaka Polskiego Towarzystwa Leśnego.